# RAF Topcliffe
Topcliffe Royal Air Force Base (engelska: Royal Air Force Station Topcliffe, RAF Topcliffe, Topcliffe Airport) är en flygplats i Storbritannien.   Den ligger i grevskapet North Yorkshire och riksdelen England, i den centrala delen av landet, 300 km norr om huvudstaden London. Topcliffe Royal Air Force Base ligger 28 meter över havet.
Terrängen runt Topcliffe Royal Air Force Base är platt. Runt Topcliffe Royal Air Force Base är det ganska tätbefolkat, med 108 invånare per kvadratkilometer. Närmaste större samhälle är Thirsk, 3,9 km nordost om Topcliffe Royal Air Force Base. Trakten runt Topcliffe Royal Air Force Base består till största delen av jordbruksmark.